# Phaeocrella acerosa
Phaeocrella acerosa är en svampart som beskrevs av Réblová, L. Mostert, W. Gams & Crous 2004. Phaeocrella acerosa ingår i släktet Phaeocrella och familjen Calosphaeriaceae.   Inga underarter finns listade i Catalogue of Life.